# Tadeusz Wieniawa-Długoszowski
Tadeusz Wieniawa-Długoszowski, ps. lit. Tedi (ur. w 1890 w Dąbrowie, zm. 29 września 1942 w KL Auschwitz) – polski dziennikarz, działacz społeczny i polityczny.

## Dzieciństwo i młodość
Należał do ośmiorga dzieci Stanisława i Marii Wieniawów-Długoszowskich. Rodzice byli pochodzenia szlacheckiego, ale nie posiadali dóbr ziemskich. Ojciec utrzymywał rodzinę, pracując jako urzędnik kolejowy; aktywnie działał też w środowiskach katolickich i uprawiał poezję religijną, wydał tomik wierszy Wiązanka z lat dziecinnych. Dalszym ich krewnym był Bolesław Wieniawa-Długoszowski (niekiedy spotyka się błędne stwierdzenia, jakoby on i Tadeusz byli rodzonymi braćmi).
Rewolucję 1905 Tadeusz Długoszowski przeżył w Częstochowie. Niechętne nastawienie duchowieństwa do rozruchów stało się jedną z przyczyn kryzysu światopoglądowego, wskutek którego porzucił wiarę katolicką. Uczestniczył w strajku szkolnym, za co został relegowany z państwowego gimnazjum. Chociaż bardzo obciążało to mizerny budżet rodzinny, kontynuował naukę do matury w szkole prywatnej (razem z m.in. późniejszymi generałami Wojska Polskiego: Gustawem Orliczem-Dreszerem i Januszem Głuchowskim).

## Działalność rewolucyjna i represje carskie
W 1907 lub 1908 wstąpił do Polskiej Partii Socjalistycznej – Frakcji Rewolucyjnej (PPS-FR), należał też do jej Organizacji Bojowej. Był zwolennikiem terroru, co u schyłku 1911 zbliżyło go do grupy rewolucjonistów-mścicieli i ściągnęło nań uwagę Ochrany. Wyjechał wówczas do Krakowa, gdzie zaczął studia na Uniwersytecie Jagiellońskim i związał się z anarchosyndykalistami z kręgu pisma „Sprawa Robotnicza” dr. Augustyna Wróblewskiego. Mimo wyjazdu do Galicji już wiosną 1912 wyśledziła go carska tajna policja i odtąd był obserwowany również za granicą. Wreszcie, po powrocie do Kongresówki został aresztowany 11 lipca 1912 w Kaczym Dole pod Warszawą (dziś na terenie Anina w dzielnicy Wawer) i osadzony w X Pawilonie Cytadeli pod zarzutem przygotowywania zamachów na dowódcę żandarmerii i generał-gubernatora. W śledztwie obciążał go m.in. szef jego piątki bojowej, zdrajca PPS i prowokator policyjny Antoni Sukiennik.
W marcu 1914 rosyjski sąd wojskowy skazał Długoszowskiego na długoletnią katorgę, ale już w sierpniu – wobec wybuchu wojny – wraz z innymi aresztantami przeniesiono go do więzienia na Mokotowie, a następnie z Dworca Kowelskiego (późniejszego Gdańskiego) wywieziono pociągiem do Orła nad Oką. Tam wraz z Aleksandrem Prystorem i Feliksem Dzierżyńskim wziął udział w proteście przeciwko warunkom przytrzymywania więźniów politycznych, których wbrew przepisom zmuszano do noszenia strojów aresztanckich (nie będąc karani za sprawy kryminalne, mieli prawo do ubrań cywilnych); późniejszym echem tych wydarzeń było wydanie przez Tadeusza Długoszowskiego w okresie międzywojennym wspomnień o Dzierżyńskim i jego Pamiętnika więźnia.
W następnych latach był przenoszony kolejno do więzień w Moskwie na Butyrkach i w syberyjskim Irkucku. Przeznaczony do wysłania jeszcze dalej na wschód, oczekując na transport, wykonywał przymusowe prace na wsi. Podczas tych robót udało mu się zbiec do Irkucka, gdzie kupił fałszywe dokumenty na nazwisko Józefa Brzuszkiewicza i tam doczekał rewolucji lutowej.

## Okres irkucki – tygodnik „Spartak”
Po amnestii w marcu 1917 ujawnił się i współtworzył irkucką komórkę PPS-FR, złożoną z byłych zesłańców i więźniów, która należała – wraz z powstałymi w tym samym czasie w Piotrogrodzie, Moskwie i Kijowie – do najprężniejszych w Rosji. Udzielał się aktywnie w życiu miejscowej Polonii, uczestniczył w imprezach dobroczynnych na rzecz weteranów powstania styczniowego, uprawiał publicystykę i wygłaszał odczyty w polskim „Ognisku”. Poglądy, które w tym czasie głosił – łączące socjalizm (nie uważał zań ustroju sowieckiego), z anarchizmem, czerpiącym z myśli Edwarda Abramowskiego – sam określał jako „anarchio-komunizm”.
U schyłku władzy „białych” w regionie razem z Izydorem Gustawem Oberhardem i Zbigniewem Stelmachowiczem stworzył polski socjalistyczny tygodnik „Spartak”, który zaczął ukazywać się 27 lutego 1920, po przejęciu kontroli nad miastem przez mienszewików. Wokół pisma zjednoczyły się różne odłamy polonijnej lewicy (PPS-FR, PPS-Lewica, SdKPiL, Bund, anarchiści), zainicjowano też powstanie 1 Dywizji Internacjonalnej (de facto pułku), która walczyła przeciw armii adm. Aleksandra Kołczaka w rejonie Irkucka. Mimo to już na początku kwietnia „Spartak” został zamknięty (ostatni numer nosił datę 2 kwietnia 1920) przez nowe władze bolszewickie, do czego przyczyniła się krytyka ze strony przysłanego z Moskwy Bernarda Zaksa, przedstawiciela Biura Polskiego przy Komitecie Centralnym Rosyjskiej Partii Komunistycznej (bolszewików).

## Praca dziennikarska w II Rzeczypospolitej
Do Warszawy wrócił w styczniu 1922. Pracował jako dziennikarz, był m.in. korespondentem sejmowym pepeesowskiego „Robotnika” i publicystą łódzkiego liberalnego „Głosu Polskiego-Kuriera Wieczornego”. W 1924 wystąpił z PPS, która – jego zdaniem – zbyt słabo zaangażowała się w poparcie strajku powszechnego w listopadzie 1923 i protestów robotniczych, krwawo stłumionych w Krakowie, Borysławiu i Tarnowie. Należał za to do władz Stowarzyszenia Wolnomyślicieli Polskich. Współtworzył też Niezależną Socjalistyczną Partię Pracy, z której list bezskutecznie kandydował do Sejmu w 1928.
Główną dziedziną jego aktywności było jednak redagowanie i wydawanie tygodników o orientacji radykalnie lewicowej i antyklerykalnej. Były to kolejno: „Jutro” (1924, z Brunonem Grosickim), „Walka” (1924-1925), „Wolność” (1925), „Za wolność” (1925-1926), „Po wolność” (1926-1927), „Nasza Wolność” (1927), a wreszcie „Polska Wolność”, która jedyna utrzymała się dłużej (1927-1935). Żywot poprzednich pism po kilku miesiącach kończyły częste konfiskaty artykułów i całych numerów przez cenzurę. Długoszowski jeździł też po miastach i miasteczkach – głównie Polski centralnej – z odczytami (odbył ich łącznie kilka tysięcy) na bieżące tematy polityczno-społeczne, które bywały sabotowane, odwoływane, zakazywane, rozbijane.
Atakował przeciwników brutalnie i często sam też był atakowany – również fizycznie (np. obrzucenie jajkami przez endeków w styczniu 1927 w łódzkiej filharmonii oraz cegłą podczas odczytu w Lublinie), lecz głównie w prasie, z mównic i ambon, jako „znany bezbożnik”, za podburzanie i obrazę władzy itp. Ponad 120 razy został skazany w procesach, wytaczanych mu głównie o zniesławienie, najczęściej na grzywny lub krótkie wyroki więzienia (łącznie cztery lata), szybko anulowane przez amnestie. Jedna ze spraw, poprzedzona prewencyjnym aresztowaniem i nazajutrz zwolnieniem za kaucją na początku marca 1926, zakończyła się wyrokiem roku więzienia, który podtrzymał zarówno Sąd Apelacyjny, jak i – w grudniu 1928 – Sąd Najwyższy, który w uzasadnieniu napisał o „budzeniu podniecenia rewolucyjnego” przez oskarżonego. Innym razem jego wywiad z posłem Sylwestrem Wojewódzkim w „Naszej Wolności” stał się przedmiotem rozprawy przed Sądem Marszałkowskim.

## Ostatnie lata życia
W drugiej połowie lat 30., po zamknięciu „Polskiej Wolności”, nie zdecydował się już na samodzielne wydawanie kolejnego tytułu. Pisywał gościnnie m.in. w dzienniku „Wieści”.
Był zdecydowanym przeciwnikiem faszyzmu włoskiego i niemieckiego nazizmu, czemu głośno dawał wyraz, krytykując w prasie i odczytach rządy Mussoliniego i Hitlera. Być może to ściągnęło nań represje niemieckiego okupanta. 22 maja 1942 został aresztowany przez Gestapo i osadzony na Pawiaku. Następnie zaś wywieziono go do obozu koncentracyjnego w Oświęcimiu, gdzie otrzymał numer 66750. Tam też zmarł w nieco ponad pięć miesięcy od dnia uwięzienia.
Jego Urywki wspomnień zostały pośmiertnie opublikowane w paryskich „Zeszytach Historycznych” (1970, nr 18, s. 132-133).